# Tuhost
Tuhost tělesa je fyzikální veličina, charakteristická pro každé pružné těleso či statickou soustavu. Udává míru změny jeho délky (či jiného daného charakteristického rozměru ve směru působící síly) vzhledem k velikosti působící vnější síly při pružné deformaci. Na rozdíl od modulu pružnosti se týká celého tělesa, nikoliv jen materiálu, jímž je tvořeno.
Převrácená hodnota tuhosti se nazývá poddajnost.

## Značení
- Doporučený symbol veličiny: k
- Jednotka: newton na metr, značka [N·m−1]

## Definice
Tuhost pružiny je definována vztahem
{\displaystyle k={\frac {F}{\Delta l}}},
kde {\displaystyle F} je velikost síly působící na pružinu (těleso) a {\displaystyle \Delta l} je rozdíl délek (charakteristického rozměru) před deformací (stlačením či roztažením) a po deformaci.

## Určování
1. Statickou metodou
2. Dynamickou metodou

## Vlastnosti
- Určuje odolnost tělesa proti stlačení či roztažení.

## Využití
Tato veličina se využívá pro výpočet potenciální energie pružnosti:
{\displaystyle E_{p}={\frac {1}{2}}k(\Delta l)^{2},}

## Příbuzné veličiny
- Převrácená hodnota tuhosti se nazývá poddajnost. Jednotkou poddajnosti je metr na newton, značka [m·N−1].[1]